# Sparnopolius diversus
Sparnopolius diversus är en tvåvingeart som beskrevs av Wiliston 1901. Sparnopolius diversus ingår i släktet Sparnopolius och familjen svävflugor. Inga underarter finns listade i Catalogue of Life.